# Joubiniopsis
Joubiniopsis is een geslacht van weekdieren uit de klasse van de Gastropoda (slakken).

## Soort
- Joubiniopsis bouraili Risbec, 1928